# شروند (زلاغي الشرقي)
شروند (بالفارسية: شاروند) هي قرية تقع في إيران في قسم زلاغي الشرقي الریفي. يقدر عدد سكانها بـ 22 نسمة بحسب إحصاء 2016.